# Louis Joseph Scheppers
Louis Joseph Scheppers, né le 24 décembre 1734 à Lille et mort le 1er avril 1795, est un négociant et homme politique français.

## Biographie
Louis Joseph Scheppers est le fils de Jean Baptiste Joseph Scheppers, bourgeois de Lille, et Marie Joseph Delobel.
Négociant et bourgeois de Lille, directeur de la chambre consulaire de Lille, il fut élu, le 3 avril 1789, député du tiers aux États généraux par le bailliage de Lille. Il vota avec la majorité réformatrice.

## Sources
- « Louis Joseph Scheppers », dans Adolphe Robert et Gaston Cougny, Dictionnaire des parlementaires français, Edgar Bourloton, 1889-1891 [détail de l’édition]